# بلباسي
بلباسي (بالتركية: Belbaşı)‏ هو كهف وموقع من العصر الحجري القديم / العصر الحجري المتوسط المتأخر في جنوب تركيا، ويقع جنوب غرب أنطاليا.

## للقراءة المتعمقة
- James Mellaart (1965). Earliest civilizations of the Near East. ماكجرو هيل التعليم. ISBN:978-0-07-041461-7.
- Barbara Ann Kipfer (2000). Encyclopedic Dictionary of Archaeology. شركة أكسل شبرينقر. ص. 63. ISBN:978-0-306-46158-3.